# Denumirile oficiale ale României

Animație cu schimbările granițelor României între 1859-2010

Denumirea oficială a Statului Român înființat în anul 1859 a variat de-a lungul timpului, în funcție de circumstanțele internaționale și regimurile politice care l-au condus.

## Premise
Afirmarea naționalismului românesc prin intelectualii transilvăneni (din secolul XVIII) și prin elitele moldovene și valahe (preponderent în același secol) au avut ca efecte unirea principatelor Moldova și Valahia (1859), dobândirea independenței noului stat (1877-1878, recunoașterea 1881) și în cele din urmă, Marea Unire din decembrie 1918 și adoptarea unei noi constituții în 1923. Deci în decursul a mai puțin de un secol (1848-1947) de la Revoluția de la 1848, teritoriile locuite de români au trecut de sub suzeranitatea imperiilor înconjurătoare sub jurisdicția unui stat național românesc, care la rândul său a fost condus de mai multe regimuri politice. Statul român a avut, în consecință, mai multe denumiri.

## Denumiri (între 1859 și prezent)

### 1859 - 1862 (Principatele Unite Moldova și Țara Românească)
Prima denumire a noului stat ce urma să se formeze prin unirea celor două principate românești, a fost stabilită de Convenția încheiată între Austria, Franța, Marea Britanie, Prusia, Rusia, Sardinia și Turcia pentru organizarea Principatelor, la Paris în 7/19 august 1858. Denumirea internațională a țării era „Principatele Unite Moldova și Valahia”, Valahia fiind transcrierea în limba română a exonimelor Valachie (fr.), Walachei (germ.), Валахия (rus.) și Wallachia (en). din Convenția de la Paris care corespund în limbile străine cu endonimul Țara Românească.

### 1862 - 1866 (Principatele Unite Române)
În 1862, Alexandru Ioan Cuza reușește să unească administrativ cele două principate, fiind stabilit un singur guvern și capitala la București. Denumirea se schimbă - relativ - prin inversarea în titulatură a ordinii denumirii principatelor și - pentru prima dată - prin afirmarea caracterului românesc al teritoriului: „Principatele Unite Române”.

### 1866 - 1947 (România)
În această perioadă, denumirea oficială a statului român este „România”.
Constituția din 1866 statutează prin Articolul 1 - până în 1947, ca denumire a statului „România”. Modificările care au vizat Articolul I înlocuiesc termenul de „Principatele Unite Române” cu „România” și certifică schimbarea formei de guvernământ, titulatura de Domn fiind înlocuită cu cea de Rege. România devine astfel din Principat, Regat.
Dictatura regală a lui Carol al II-lea înlătură constituția democrată, înlocuind-o cu un fundament juridic pentru un stat autoritar (a se vedea Constituția din 1938), însă nu schimbă denumirea formală a statului. Nici statul național-legionar, nici regimul autoritar al lui Antonescu, ce preiau Regatul României ciopârțit de Uniunea Sovietică, Ungaria și Bulgaria, nu produc o schimbare, deși ambele mărginesc instituția monarhică la un rol decorativ. Odată cu 23 august 1944, Regele Mihai înlătură regimul Antonescu și restaurează parțial pe 30 septembrie 1944 Constituția din 1923.

### 1947 - 1953 (Republica Populară Română)
Guvernul Petru Groza îl silește pe Rege să abdice, proclamând la 30 decembrie 1947 „Republica Populară Română” (prescurtat RPR).

### 1953 - 1964 (Republica Populară Romînă)
În urma Reformei ortografice din septembrie 1953, grafia cu „â” devine „î”, chiar și în cazul cuvintelor român și România. Astfel, numele statului se schimbă în „Republica Populară Romînă”. În 1964, se revine la grafia cu „â”, în cuvintele român, românește, România și celelalte din aceeași familie lexicală. 

### 1965 - 1989 (Republica Socialistă România)
La 21 august 1965 este schimbat numele republicii în „Republica Socialistă România” (prescurtat RSR).

### Din 1989 (România)
Din 1989 până în prezent, numele statului este România. Filmul Videogramme einer Revolution, al documentaristului Andrei Ujică, un montaj comentat de material filmat în zilele Revoluției din 1989, înfățișează discuții despre noua denumirea a statului. Fostul disident Dumitru Mazilu vorbește în fața unui agrup aprobator (printre persoane putând fi văzut și Ion Caramitru) spunând: e foarte important un lucru acum, să proclamăm încă din astă seara, că țara se numește „România” (...) să cerem fabricii de confecții să confecționeze în cel mult cinci zile noul steag al țării care să aibă tricolorul românesc clasic fără murdăria aia (...).